# Joseph Chavarría
Pour les articles homonymes, voir Chavarria.
Chavarría  Rodríguez est un nom espagnol. Le premier nom de famille, en général paternel, est Chavarría ; le second, en général maternel, souvent omis, est Rodríguez.
Joseph Eladio Chavarría Rodríguez, né le 14 octobre 1992 à San Ramón, est un coureur cycliste costaricien.

## Palmarès
- 2009
  - 2e du championnat du Costa Rica sur route juniors
- 2012
  - 2e étape de la Vuelta de la Juventud Costa Rica
  - 2e étape du Tour du Nicaragua (contre-la-montre par équipes)
  - 2e de la Vuelta de la Juventud Costa Rica
  - 2e du Tour du Nicaragua
- 2013
  -  Champion du Costa Rica sur route espoirs
- 2014
  -  Champion du Costa Rica sur route espoirs
  - Vuelta de la Juventud Costa Rica :
    - Classement général
    - 3e et 4e étapes

  - 2e du championnat du Costa Rica sur route
- 2015
  - 4e et 5e étapes du Tour du Costa Rica
- 2016
  -  Champion du Costa Rica sur route
  - Classement général du Tour du Táchira
- 2017
  - 3e du Tour du Nicaragua
- 2018
  -  Champion du Costa Rica sur route

## Classements mondiaux
| Année            | 2013 | 2014 | 2015 | 2016 | 2017 | 2018 |
| ---------------- | ---- | ---- | ---- | ---- | ---- | ---- |
| UCI America Tour | 213e | 72e  | 119e | 38e  | 163e | 24e  |